# Île Morpion
Pour les articles homonymes, voir Morpion.
L'île Morpion ou Mopion est un îlot inhabité baigné par la mer des Caraïbes et appartenant à l'archipel des Grenadines, dans les Petites Antilles.
Les îles les plus proches sont Petit-Saint-Vincent à environ 1 kilomètre au Sud-Est, Palm Island à environ 4 kilomètres au Nord, et Union et Frigate Island à environ 6 kilomètres au Nord-Ouest. Morpion dépend de l'État de Saint-Vincent-et-les-Grenadines.
C'est un banc de sable, si bien que son contour varie au gré des marées. De très petites dimensions (de l'ordre de quelques dizaines de mètres de longueur), Morpion se caractérise par une unique construction, une paillote avec un toit en feuilles de coco, qui permet aux navigateurs de repérer l'îlot et de le distinguer de Punaise, un autre banc de sable tout proche.

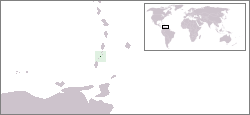
Carte de localisation de Morpion.

Morpion est représentée sur certaines cartes géographiques,. L'île a été prise en photographie aérienne par notamment Yann Arthus-Bertrand, et a fait la couverture de plusieurs magazines.
Elle est entourée de récifs coralliens peu profonds qui rendent le mouillage délicat, mais qui sont aussi propices à l'exploration palmes-masque-tuba.
Elle est parfois surnommée « Petit Saint Richardson » en référence à Haze Richardson, propriétaire de l'île voisine de Petit-Saint-Vincent où il a fondé un complexe hôtelier, lequel propose à ses clients de les conduire sur Morpion. Les résidents d'autres îles voisines utilisent aussi Morpion comme lieu d'excursion, ainsi, d'après une étude sur les taxis marins dans les Grenadines, Morpion est la troisième destination la plus demandée en partance de Mayreau, et la quatrième en partance de Carriacou et Petite Martinique. Enfin, Morpion est une étape courante pour les plaisanciers visitant les Grenadines d'île en île.